# Finale Emilia
Finale Emilia – miejscowość i gmina we Włoszech, w regionie Emilia-Romania, w prowincji Modena, położona nad rzeką Panaro.
Według danych na rok 2004 gminę zamieszkiwało 15 117 osób, 145,4 os./km².